# Mount Thomlinson
Der Mount Thomlinson ist ein Berg mit einer Höhe von 2451 m im Norden der kanadischen Provinz British Columbia, im Regional District of Bulkley-Nechako.

## Geographie
Der Mount Thomlinson ist ein Gipfel der Babine Range in den Skeena Mountains. Er liegt an der Quelle des Thomlinson Creek, südöstlich der Mündung des Babine River in den Skeena River und nördlich von Hazelton. Der Mount Thomlinson hat eine Schartenhöhe von 1661 m, die sich auf den Babine-Stuart Pass bezieht und ihn zu einem der prominentesten Berge Kanadas macht. Außerdem ist er einer der dominantesten Berge des Landes, denn der nächsthöhere Berg, der Shelagyote Peak (2472 m) ist 48,8 km entfernt.